# Mann kann, Frau erst recht
Mann kann, Frau erst recht ist eine deutsche Fernseh-Komödie aus dem Jahr 2012.

## Handlung
Tine träumt davon, Journalistin zu werden. Außerdem will sie sich an ihrem Ex-Freund rächen. Dazu schreibt sie unter dessen Namen einen Bewerbungstext mit dem eindeutigen Titel Mein kleiner Schwanz an ein angesagtes Männermagazin. Die Verlagsleiterin Dagmar ist davon so begeistert, dass sie Frank einstellen will. Da Tine ihren größten Traum nicht platzen lassen will, verkleidet sie sich als Mann und nimmt den Job an. Dabei muss sie sich in einer Redaktion voller Männer durchsetzen. Sie kann dabei ihre eigenen Akzente setzen, sodass sie sich nicht nur den Respekt ihrer Kollegen erwirbt, sondern auch die Freundschaft des Redaktionsleiters Moritz. Unglücklicherweise verliebt sie sich dabei in ihn.

## Hintergrund
Der Film wurde vom 16. April bis 15. Mai 2012 in Berlin gedreht. Ursprünglich sollte der Film Mein kleiner Schwanz heißen. Das Drehbuch wurde bereits fünf Jahre zuvor geschrieben. Die Erstausstrahlung war am 28. September 2012 in Sat.1. Dabei wurde der Film von 2,23 Mio. Zuschauern gesehen, was einem Marktanteil von 8,0 Prozent entsprach.

## Kritiken
„Was als Rache an ihrem Ex geplant war, wird für eine Journalistin zum Karrieresprungbrett: Ihr Artikel „Mein kleiner Schwanz“ schlägt Wellen. Für den Erfolg muss sie allerdings für die Kollegen ihr Geschlecht wechseln... „Mann kann, Frau erst recht“ straft alle Bedenken Lügen. Es gibt nichts zu meckern. Theresa Scholze, ungemein spielfreudig, als Frau eine Wucht, als Mann ein guter Witz. Die Handlung steckt voller Wendungen und kleiner Drehs. Selbst die Message ist okay. Ein stimmiges Drehbuch bis in den beiläufigsten Dialog hinein“

„Romantische Komödie um einen recht komplizierten Rollentausch, in deren Verlauf die Natur über die vorgebliche Geschlechterrolle siegt.“

„Diese unterm Strich gelungene Komödie um einen sehr kleinen Unterschied ist nur selten übermäßig zotig und lädt auch sonst kaum zum Fremdschämen ein. Leider schöpft Regisseur und Koautor Florian Gärtner aber auch nicht ihr ganzes Potenzial als Satire aus. Sowohl die Ungleichbehandlung von Männern und Frauen im Berufsleben als auch die Spitzen auf eine Medienindustrie, der kein Thema mehr zu idiotisch erscheint, wenn es sich verkauft, hätten deutlicher zur Geltung kommen können.“

„Kleiner Schwanz, große Gefühle? Na gut, auch das wäre jetzt so etwas wie eine ‚Notlüge‘. Aber: Die Identitätstauschposse hat Herz, eine gute Portion Witz und ist charmant gespielt. Stößchen! Fazit: Amüsement für Mann und Frau: oft seicht, nie mau.“